# Industrie- und Handelskammer zu Flensburg

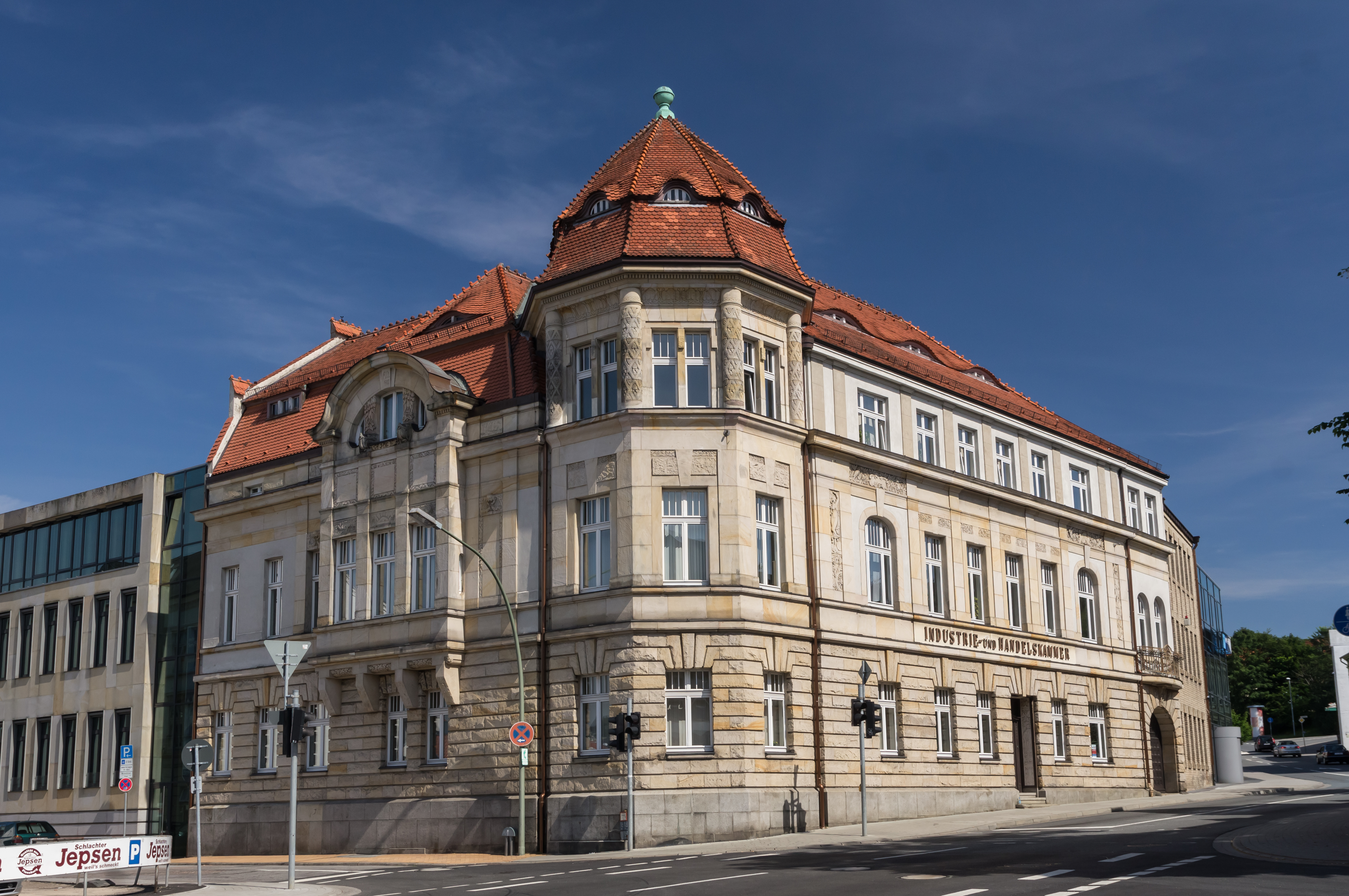
Altes Hauptgebäude des Komplexes der Industrie- und Handelskammer zu Flensburg (Heinrichstraße 34)

Die Industrie- und Handelskammer zu Flensburg (abgekürzt: IHK Flensburg) ist die Industrie- und Handelskammer für die kreisfreie Stadt Flensburg sowie die Kreise Dithmarschen, Nordfriesland und Schleswig-Flensburg. Sie liegt in Flensburgs Stadtteil Jürgensby am Rand vom Sandberg nicht weit entfernt von der Handwerkskammer. Das alte Hauptgebäude der IHK, Heinrichstraße 34, gehört zu den Kulturdenkmalen der Stadt.

## Vorgeschichte und Gründung der Institution
Die im 12. Jahrhundert gegründete Flensburger Knudsgilde markiert den Beginn des Zusammenschlusses der Flensburger Kaufleute. In den folgenden Jahrhunderten existierten wechselnde Formen von Zusammenschlüssen der Flensburger Kaufleute. Da die Stadt noch sehr klein war, die Kaufleute einander kannten und die Ratsherren und Deputierten der Stadt durchgehend der Kaufmannschaft angehörten, war eine gesonderte Vertretung der Kaufleute nicht von Vorteil.
Erst 1830/31 wurde der gemeinnützige Handelsverein zu Flensburg, der als eigentliche Vorgängerinstitution der IHK Flensburg gilt, gegründet. Dem Handelsverein traten 66 Kaufleute und Einzelhändler bei. Nach den Napoleonischen Kriegen sowie dem Ende der Personalunion Dänemark-Norwegen befand sich die Stadt in einer wirtschaftlichen Talsohle. Ansätze zur wirtschaftlichen Wiederbelebung der Stadt waren damals der Flensburger Westindienhandel und die bessere Versorgung des Umlandes. 1835 forderte der Flensburger Überseekaufmann Heinrich Carstensen Jensen, der zuvor den besagten Handelsverein gegründet hatte, zudem die Einrichtung von Handelskammern in ganz Schleswig-Holstein. Seine Gedanken dazu formulierte er in einem Schreiben an die Zentralregierung in Kopenhagen: „Die Handelskammern müssten in den hauptsächlichsten Städten des Landes errichtet [...] [und] größtenteils aus Kaufleute und Fabrikanten zusammengesetzt werden und ihnen müßte obliegen, ein waches Auge auf die Verhältnisse des Handels und der Gewerbe zu haben. Sie müßten es sich fortwährend angelegen sein lassen, die oberste Behörde darauf aufmerksam zu machen, wo gute Einrichtungen zu treffen und Hindernisse zu beseitigen sein möchten [...] .“ Wilhelm I. ordnete 1870 schließlich die Gründung von Handelskammern an. Sodann wurde auch die Industrie- und Handelskammer zu Flensburg gegründet, welche weitgehend die deckungsgleiche Ziele wie der Handelsverein zu Flensburg verfolgen sollte. Der Handelsverein zu Flensburg richtete sich derweil neu aus, baute seitdem Wohnungen für Kaufleute und ihre Familien, die mit ihrer Geschäftstätigkeit gescheitert sind und in Folge ihre Unterkunft verloren haben. Aus diesem Tätigkeitsbereich, der heute kaum noch vom Umfang her bedeutsam ist, entwickelte sich das Engagement des Vereins im Sozialwohnungsbau.
Im Jahr 1898 wurde für das gesamte preußische Staatsgebiet die Kammerorganisation obligatorisch eingeführt. In Schleswig-Holstein wurden drei Handelskammern gebildet, Altona, Kiel und Flensburg, die auch das jeweils umliegende ländliche Gebiet umfassten. Zur IHK Flensburg gehörten seitdem die Kreise Flensburg, Schleswig, Husum, Eiderstedt, Apenrade, Tondern, Sonderburg und Hadersleben. Durch die Grenzziehung 1920 wurde der Kammerbezirk um seine nördliche Hälfte verkleinert; durch die Auflösung der IHK Altona, in Folge des Groß-Hamburg-Gesetzes 1937, wurde der Kammerbezirk durch die Kreise Norder- und Süderdithmarschen vergrößert.

## Geschichte des Gebäudekomplexes in Flensburg
Das denkmalgeschützte Haupthaus wurde 1903/1904 vom Architekten Heinrich Lassen als Wohn- und Kontorhaus für den Kaffeehändler Christian Nicolai Lorenzen errichtet. Lorenzen war durch den Handel mit Röst- und Mischkaffee reich geworden. Im Jahr 1917 brach der Kaffeehandel zusammen und der Architekt Hans Maria Ehrhardt baute das Gebäude für die Industrie- und Handelskammer um, welche das Gebäude noch während des Ersten Weltkrieges bezog. In den 1980er Jahren entstand direkt östlich vom Altbau ein Erweiterungsbau nach Plänen des Flensburger Architekten Karl-Heinz Sönnichsen. Dieser Erweiterungsbau erhielt 2004/05, auf Basis von Plänen des Architekturbüros Asmussen und Partner GbR, Flensburg, eine gläserne Kundenhalle. Zeitgleich entstand nördlich vom Altbau ein weiterer Erweiterungsbau mit Büroräumen nach Plänen des besagten Architekturbüros.
Der Altbau wurde im Jugendstil errichtet. Am Haupteingang befinden sich Reliefs, die die vier Lebensalter darstellen. Weitere Reliefs am Gebäude zeugen exotische Tiere zwischen Kaffeesträuchern und Kakaobäumen sowie Allegorien auf Handel und Verkehr. Das Innere des Altbaus beherbergt einen alten Sitzungssaal, ein Kaminzimmer sowie das Haupttreppenhaus mit Wappenfenstern, darunter das Wappen Schleswig-Holsteins und das Flensburger Wappen.
Direkt in der Nachbarschaft befindet sich die Wirtschaftsakademie Flensburg, welche mit der Industrie- und Handelskammer zu Flensburg stark verbunden ist.

## Heutige Aufgaben der IHK Flensburg
Die IHK Flensburg ist die Gesamtinteressenvertretung der Wirtschaft in ihrem Bezirk. Der IHK-Bezirk Flensburg umfasst die heutigen Kreise Dithmarschen, Nordfriesland und Schleswig-Flensburg sowie die Stadt Flensburg. Die IHK Flensburg besitzt heute neben dem Haupthaus in Flensburg auch noch Geschäftsstellen in Heide, Husum und Schleswig. Mit rund 102 hauptamtlichen Mitarbeitern und zehn Auszubildenden betreut sie mehr als 39.000 Mitgliedsunternehmen. Zu ihren Aufgaben gehört insbesondere die betriebliche Aus- und Weiterbildung. Die IHK veröffentlicht Stellungnahmen, mit der sie ihre Mitglieder unterstützt, beispielsweise im Bereich Infrastruktur, Tourismus oder Erneuerbare Energien. Sie ergreift unterschiedliche Maßnahmen zur Wirtschaftsförderung. Sie berät zu Themen wie Existenzgründung, Unternehmensnachfolge, Markterschließung, Unternehmensfinanzierung sowie hinsichtlich Förderungs-, Rechts- und Steuerfragen. Außerdem vermittelt sie Kooperationen zwischen Schulen und Betrieben, die unter anderem der Berufsorientierung dienen.